# Гиеракс
Гиеракс (др.-греч. Ἱέραξ; вероятно, II век н. э.) — древнегреческий философ-платоник.
О жизни Гиеракса ничего не известно.

## Наследие
Написал сочинение «О правосудии» (Peri dikaiosýnēs), которое, за исключением восьми фрагментов, утрачено. Фрагменты вошли в антологию позднеантичного ученого Иоанна Стобея. Представляется, что это изложение материала, сложившегося в результате устной педагогической деятельности автора.
Историк философии Карл Прехтер исследовал эти фрагменты в плодотворном эссе 1906 года; его анализ актуален и сегодня. Оно показало, что Гиеракс был средним платоником, который, следуя широко распространенному обычаю своего времени, дополнял платонизм идеями других философских школ — Стои и Перипата. В этом смысле он был эклектиком. С другой стороны, он также раскритиковал представления о справедливости, которых придерживаются представители этих двух школ. Близость образа мышления Гиеракса к мышлению средних платоников, таких как Алкиной, Апулей и Максим Тирский, является единственным указанием на датировку. Это убедило Прехтера увидеть в Гиераксе современника этих мыслителей и, следовательно, отнести его ко II веку.
Обсуждая вопрос о том, как определить справедливость, Гиеракс отвергает как понимание справедливости «многих» (нефилософов), так и определения, исходящие от перипатетиков и стоиков. Он критикует популярные определения за то, что они не исключают поведение, которое, по его убеждению, несовместимо со справедливостью. Справедливость не должна ограничиваться правильным отношением к вопросам собственности. Оно не заключается в «равенстве» (isótēs), что весьма несправедливо. Гиеракс видит в справедливости добродетель души и, следовательно, состояние души, а не его следствие, внешнее проявление душевных качеств через дела. Таким образом, он отвергает аристотелевскую концепцию справедливости, вытекающую из социального поведения, и противопоставляет ее платоновской. Для него справедливость как добродетель есть плод разума (phrónēsis). Поэтому оно может только обязательно появиться в сочетании с другими добродетелями, так как разум, если он есть, неизбежно порождает все добродетели. Гиеракс понимает справедливость как всеобщую добродетель, которая выражается в стремлении к правильному порядку внутри души или в наличии этого порядка. Как высшая добродетель она предполагает другие добродетели; это видно из того, что они несовместимы с противостоящими им пороками.
Интерпретируя учение Сократа и Платона о том, что тот, кто совершает несправедливость, страдает от нее больше, чем тот, кто ее терпит, Гиеракс выдвигает несколько соображений. Один из них предполагает радикальное предположение, что телесные и внешние блага не имеют значения и поэтому настоящей утратой следует считать только ущерб душе с точки зрения ее добродетели; но поскольку от действия такой ущерб несет только преступник, а не жертва, то своим действием он вредит только самому себе.